# فيصل خليل
فيصل خليل سبيت، من مواليد 4 ديسمبر 1982، لاعب كرة قدم إماراتي.
و مركزه مهاجم، مثّل منتخب الإمارات لكرة القدم و أندية الأهلي والوصل و الشعب و الحمرية.
وحقق الكثير من الإنجازات مع ناديه. وحقق مع منتخبه كأس الخليج (18).
واخر انجازاته الشخصية : هداف الدوري الإماراتي لسنة 2008/2009.

## كأس الخليج

### كأس الخليج 2003
و قد سجل هدف في مرمى منتخب البحرين لكرة القدم.

### كأس الخليج 2004
و قد سجل هدف في مرمى منتخب العراق لكرة القدم.

### كأس الخليج 2007
سجل هدف في مرمى منتخب الكويت لكرة القدم وساهم في فوز منتخب الإمارات باللقب.

## كأس آسيا 2007
سجل هدف الفوز في مرمى منتخب قطر لكرة القدم.

## الإنجازات
أفضل لاعب مواطن جائزة الشيخ ماجد 2007/2008
سجل هدفه رقم 100 في مشوراه الكروي

## روابط
- فيصل خليل على موقع كوورة

## روابط خارجية
- فيصل خليل على موقع قاعدة بيانات كرة القدم.إي يو (الإنجليزية)
- فيصل خليل على موقع ناشيونال فوتبول تيمز (الإنجليزية)
- فيصل خليل على موقع كووورة